# Bilbster
Bilbster is een dorp in de Schotse lieutenancy Caithness in het raadsgebied Highland, ongeveer 3 kilometer van Watten en ongeveer 8 kilometer van Wick.